# Руст, Патрик
Патрик Руст (нидерл. Patrick Roest; род. 7 декабря 1995 года, Леккеркерк) — нидерландский конькобежец, специализирующийся в классическом многоборье. Трёхкратный призёр зимних Олимпийских игр 2018 и 2022 годов, 7-кратный чемпион мира и 5-кратный призёр, 4-кратный чемпион Европы и 2-кратный призёр, 9-кратный чемпион Нидерландов, 12-кратный призёр. Занимает первое место в рейтинге Adelskalender.

## Биография
Патрик Руст вырос в фермерской семье среди крупного рогатого скота, где и начал кататься на коньках в возрасте 7-ми лет в Кримпенерварде за фермой его родителей. Как и его сестра Наташа Руст, Патрик был талантлив. С 10 лет он стал учеником тренеров Якоба Клейбекера и Дэйва ван Дама в конькобежном клубе "STV Lekstreek". Ещё в юниорах пересекался с Каем Вербеем и Саннеке де Нелинг. Тренерами в основе Голландии были молодые Эрик Бауман и Йерун ван дер Ли.
Позже, в 2010 году впервые участвовал в юниорском чемпионате Нидерландов, и уже через год занял 2-е место в мини-многоборье. В 2012 и 2013 годах Руст выигрывал дистанцию 3000 м на чемпионате Нидерландов среди старших юниоров. В сезоне 2013/14 дебютировал на юниорском Кубке мира и на чемпионате мира среди юниоров, где занял 3-е место в забеге на 1500 м, 2-е на 5000 м и выиграл золото в сумме многоборья. Также в 2014 и 2015 годах выигрывал юниорское многоборье на чемпионате Нидерландов.
В 2015 году Руст пробежал хуже чемпионат Нидерландов, но на чемпионате мира среди юниоров вновь стал чемпионом мира в многоборье, при этом выиграл забег 1500 м и командную гонку, занял 2-е место в беге на 1000 и 5000 м и 3-е на 500-метровке. На юниорском чемпионате Нидерландов он одержал победы на дистанциях 3000 и 5000 м, а также в спринтерском многоборье.

#### Прорыв среди взрослых
После двух успешных лет в юниорах, весной 2015 Руст перешёл в коммерческую команду "Lotto-Jumbo" во главе с Джаком Ори. В течение сезона 2015/16 Руст дебютировал на Кубке мира и в январе 2016 года занял 3-е место в классическом многоборье на чемпионате страны в Херенвене, установив три личных рекорда. Весной 2016 года подписал контракт с голландской велокомандой Jumbo-Visma. Руст в рамках подготовки к новому сезону подошёл в оптимальной форме. На 1500 м, 3000 м и 5000 м установил новые личные рекорды. 
11 ноября 2016 года Руст дебютировал на этапе Кубка мира в Харбине в дивизионе А. Он выиграл с Крамером и Дауве де Врисом в командной гонке преследования, а 10 декабря в Херенвене он взял свою первую индивидуальную медаль в забеге на 1500 м, которую закончил на 3-м месте, вслед за Нейсом и Юсковым. В конце декабря он выиграл бронзу в забеге на 1500 м на чемпионате Нидерландов, уступив Свену Крамеру и Кьелду Нейсу. 
В январе 2017 года Руст стал 2-м на Национальном чемпионате в классическом многоборье и участвовал вместе со Свеном Крамером и Яном Блокхёйсеном на чемпионате мира в классическом многоборье в Хамаре. После трёх дистанциях Руст занимал лидирующие позиции, и несмотря на 5-е место на дистанции 10 км он смог взять серебро этого чемпионата. В декабре 2017 он прошёл отбор на олимпиаду 2018 года, заняв 3-е место в забеге на 1500 м.
На зимних Олимпийских играх 2018 года на дистанции 1500 метров нидерландский спортсмен показал второе время 1:44,86 и завоевал серебряную медаль. Также выиграл бронзу в командной гонке вместе со Свеном Крамером и Яном Блокхёйсеном. В марте завоевал золотую медаль в многоборье на чемпионате мира в Амстердаме. 
В сезоне 2018/19 Руст начал с победы на 5000 м на Кубке мира в Обихиро и третьего места на 1500 м, на 2-м этапе в Томакомаи выиграл в командной гонке, занял 2-е место в беге на 1500 м и 3-е на 5000 м и в Херенвене вновь был 2-м на 5000 м и 3-м на 1500 м. В декабре 2018 года он выиграл 5000 м на чемпионате страны и стал 2-м на 1500 м и 10000 м. В январе 2019 года на дебютном чемпионате Европы в Коллальбо завоевал серебряную медаль в сумме многоборья.
В феврале 2019 Руст участвовал в индивидуальном чемпионате мира в Инцелле, где выиграл два серебра на дистанциях 5000 и 10000 м. Через месяц он выиграл многоборье на чемпионате мира в Калгари. Сезон 2019/20 начал с двух побед на Кубке мира в забеге на 5000 м в Минске и Томашуве-Мазовецком, а в Астане стал первым в забеге на 10000 м и 2-м на 1500 м.
В декабре 2019 года вновь выиграл 5000 м на Национальном чемпионате, а в январе 2020 года на чемпионате Европы в Херенвене одержал победы на дистанции 5000 м и в командной гонке и стал 3-м на 1500 м. На чемпионате мира в Хамаре стал чемпионом мира в сумме многоборья. Руст также занял 1-е место в общем зачёте Кубка мира на дистанции 5000 м и 3-е место на 1500 м.
В 2021 году Руст одержал победы на чемпионате Нидерландов в многоборье и в забеге на 5000 м, следом на чемпионате Европы в Херенвене выиграл золотую медаль в сумме многоборья. В марте выиграл золото в командной гонке на индивидуальном чемпионате мира в Херенвене, также выиграл серебро в забеге на 5000 м и бронзу на 1500 м. И вновь выиграл в общем зачёте Кубка мира дистанцию 5000 м.
В январе 2022 года Руст выиграл золото в забеге на 5000 м и в командной гонке на чемпионате Европы в Херенвене. На XXIV зимних Олимпийских играх в Пекине 6 февраля на дистанции 5000 м Патрик завоевал олимпийскую серебряную медаль. 11 февраля в забеге на 10000 м он также выиграл серебряную медаль. На чемпионате мира в Хамаре стал серебряным призёром в многоборье.
В сезоне 2022/23 Руст перешёл из команды "Jumbo-Visma", в которой провёл 7 лет, в команду Робина Деркса "Reggeborgh". Он начал с 3-х побед на Кубке мира в забеге на 5000 м, выиграл чемпионат Нидерландов в классическом многоборье и на дистанциях 1500 м, 5000 м и 10000 метров. В январе 2023 года стал чемпионом Европы в многоборье на чемпионате Европы в Хамаре, а в марте на чемпионате мира на отдельных дистанциях в Херенвене завоевал золотые медали в забеге на 5000 м и в командной гонке, а также занял 4-е место на 10000 м.

## Спортивные результаты
| Год  | Чемпионат Нидерландов на отдельных дистанциях | Чемпионат Нидерландов в многоборье | Чемпионат Европы многоборье | Чемпионат Европы отдельные дистанции | Чемпионат мира многоборье | Чемпионат мира на отдельных дистанциях        | Олимпийские игры                               | Кубок мира                                                                | Чемпионат мира юниоры                                        |
| ---- | --------------------------------------------- | ---------------------------------- | --------------------------- | ------------------------------------ | ------------------------- | --------------------------------------------- | ---------------------------------------------- | ------------------------------------------------------------------------- | ------------------------------------------------------------ |
| 2014 | 13e 1500 м                                    |                                    |                             |                                      |                           |                                               |                                                |                                                                           | * · (10e, 1e, 2e, 2e) · 1500 м · 5000 м · 4e Командная гонка |
| 2015 | 19e 1000 м 19e 1500 м                         | 12e (7e, 15e, 12e, -)              |                             |                                      |                           |                                               |                                                | * · (2e, 1e, 2e, 1e) · 500 м · 1000 м · 1500 м · 5000 м · Командная гонка |                                                              |
| 2016 | 4e 1500 м 11e 5000 м                          | · (4e, 5e, , 7e)                   |                             |                                      |                           | 31e 1500 м 24e 5000/10 000 м                  |                                                |                                                                           |                                                              |
| 2017 | 1500 м · 12e 5000 м · 9e 10 000 м             | · (, , 5e)                         |                             | · (4e, , , 5e)                       | 6e 1500 м                 | 1500 м · 8e 5000/10 000 м · Командная гонка   |                                                |                                                                           |                                                              |
| 2018 | 8e 1500 м 6e 5000 м 11e 10 000 м              |                                    |                             |                                      | · (, 4e, , )              |                                               | 1500 м · Командная гонка                       | 30e 1500 м 28e 5000/10 000 м                                              |                                                              |
| 2019 | 1500 м · 5000 м · 10 000 м                    |                                    | · (4e, , )                  |                                      | · (, )                    | 7e 1500 м · 5000 м · 10 000 м                 |                                                | 30e 1500 м 4e 5000/10 000 м 4e Командная гонка                            |                                                              |
| 2020 | 1500 м · 5000 м · 10 000 м                    |                                    |                             | 1500 м · 5000 м · Командная гонка    | · (7e, , )                | 10e 1500 м disq 5000 м 8e 10 000 м            | 4e 1500 м · 5000/10 000 м · 5e Командная гонка |                                                                           |                                                              |
| 2021 | 1500 м · 5000 м · 10 000 м                    | · (, )                             | · (, )                      |                                      |                           | 1500 м 5000 м · 7e 10 000 м · Командная гонка | 1500 м · 5000/10 000 м                         |                                                                           |                                                              |
| 2022 | 4e 1500 м · 5000 м · 10 000 м                 |                                    |                             | 5000 м · Командная гонка             |                           |                                               | 5000 м · 10 000 м                              |                                                                           |                                                              |

## Личная жизнь
Патрик Руст работает на ферме своего отца в Леккеркерке, и провёл там большую часть своего времени во время пандемии COVID-19 в 2020 году. Его старшая сестра Наташа Руст представляла Нидерланды в конькобежном спорте на зимние всемирной универсиаде 2013 года в Трентино. Она также участвовала в соревнованиях по конькобежному спорту на роликах на национальном уровне. С лета 2019 года Патрик встречается с девушкой Викторией Штирнеман, также конькобежкой, дочерью великой немецкой конькобежки Гунды Ниман. Родители Руста управляют молочной фермой в районе Оппердуит.

## Награды
- март 2014 года - награждён сертификатом Ван Поланена мэрией города Недерлек
- 2019 год - назван конькобежцем года Королевской ассоциацией фигуристов Нидерландов (KNSB)